# Zephyranthes orellanae
Zephyranthes orellanae är en amaryllisväxtart som beskrevs av Carnevali, Duno och José Luis Tapia. Zephyranthes orellanae ingår i släktet Zephyranthes och familjen amaryllisväxter. Inga underarter finns listade i Catalogue of Life.